# Barbara Bach
Barbara Bach (Queens, 27 augustus 1947) is een Amerikaans actrice en voormalig topmodel. Ze is vooral bekend als bondgirl in de James Bondfilm The Spy Who Loved Me, waarin ze tegenspeler van Roger Moore is. Ook is ze bekend als echtgenote van ex-Beatle Ringo Starr.
Bach is geboren in Queens, New York. Op zestienjarige leeftijd stopte ze met school om model te worden en op haar zeventiende jaar was ze al een internationaal topmodel. Op achttienjarige leeftijd trouwde ze met Augusto Gregorini. Met hem kreeg ze twee kinderen in Italië. Tijdens haar verblijf in Italië speelde ze enkele kleine filmrollen.
Na haar scheiding in 1975 keerde ze terug naar de Verenigde Staten. Haar grote doorbraak was in 1977 door de rol van majoor Anya Amasova, de Russische Agent Triple X in The Spy Who Loved Me. De rol bezorgde haar grote bekendheid en maakte een internationale ster van haar. Een jaar later speelde ze mee in Force 10 from Navarone.
Een paar jaar later ontmoette ze Ringo Starr op de set van de film Caveman. Op 27 april 1981 trouwden ze. De jaren na haar huwelijk speelde ze nog in een paar films.
Tegenwoordig zet Bach zich vooral in voor liefdadigheidswerk. Ook werkt ze als begeleider van haar man bij zijn muzikale tournees. Bach en Starr bezitten diverse huizen, waaronder in Monte Carlo en Beverly Hills.

## Filmografie (selectie)
- Odissea (1968) (miniserie)
- Black Belly of the Tarantula (1971)
- Short Night of Glass Dolls (1971)
- Il Cittadino Si Ribella (1974)
- The Legend of the Sea Wolf (1975)
- The Spy Who Loved Me (1977)
- Ecco Noi per Esempio... (1977)
- Force 10 from Navarone (1978)
- The Great Alligator (1979)
- The Island of the Fishmen (1979)
- The Humanoid (1979)
- Jaguar Lives! (1979)
- The Unseen (1980)
- Caveman (1981)

- Bibsys: 11013162
- Biblioteca Nacional de España: XX1278786
- Bibliothèque nationale de France: cb13891025d (data)
- Gemeinsame Normdatei: 1093573473
- International Standard Name Identifier: 0000 0001 0903 415X
- Library of Congress Control Number: no98101937
- MusicBrainz: 80a4ee1b-e3e0-46c4-be17-af62c8755af7
- Nationale Bibliotheek van Tsjechië: xx0150726
- Nationale Bibliotheek van Polen: a0000001697032
- Système universitaire de documentation: 160196752
- Virtual International Authority File: 56234652
- WorldCat: E39PBJg8yyXGPWV4TPTXXTjQv3